# 토리 벨레치
토리 벨레치(영어: Tory Belleci, 1970년 8월 3일~)는 미국의 영화 제작자이자 모델 메이커이다. 그는 디스커버리 채널의 프로그램인 《호기심 해결사》로 널리 알려져있다. 그는 인더스트리얼 라이트 앤 매직에서 근무하면서 《스타 워즈》에피소드 I과 에피소드 II를 만들었다. 그는 샌프란시스코 대학을 졸업했다. 그는 매트릭스, 반헬싱, 피터 팬, 스타쉽 트루퍼스, 갤럭시 퀘스트, 바이센테니얼 맨 등의 제작에 참여한 적이 있다.
그는 때때로 그의 동료 케리 바이런과 그랜트 이마하라와 함께 저돌적이고 위험하게 호기심을 시험하기도 한다. 그는 매우 열정적으로 실험에 참여하며, 코믹한 성격이나, 아직까지 실험에 참여하면서 부상을 입은 적은 없다.

## 참고 링크
- 공식 웹사이트
- Cast bio on MythBusters official site
- (영어) 토리 벨레치 - 인터넷 영화 데이터베이스
- (영어) 토리 벨레치 - 마이스페이스